# Calyptella cystidiosa
Calyptella cystidiosa är en svampart som beskrevs av Rexer 1994. Calyptella cystidiosa ingår i släktet Calyptella och familjen Marasmiaceae.   Inga underarter finns listade i Catalogue of Life.